# Coralie Ferey
Pour les articles homonymes, voir Ferey.
Coralie Ferey est une artiste peintre française, née à Rennes le 25 avril 1814 et morte à Saint-Omer (Pas-de-Calais), le 9 janvier 1892. 

## Biographie
Née à Rennes, elle déménage à Saint-Omer en 1816 lorsque son père, Louis Ferey, y est nommé comme directeur d'artillerie. Cofondateur et premier directeur de la Société des antiquaires de la Morinie en 1832, son père devient un érudit local. Coralie Ferey reçoit les leçons du peintre Alexandre-Xavier Lebour et du sculpteur Louis Noël, et expose plusieurs portraits au Salon des Arts de Saint-Omer entre 1835 et 1843. Elle expose plus tard au Salon de Paris, en 1848 (un portrait de son père, et un portrait d'un capitaine des zouaves) puis épisodiquement en 1859, 1865, 1880 et 1882, principalement des petites scènes animalières.

## Liste des peintures
- Jeune femme grecque, Saint-Omer, musée de l'hôtel Sandelin
- Allégorie de la Morinie, 1839, Saint-Omer, Société des antiquaires de la Morinie
- Chiens de chasses, château de Blessy

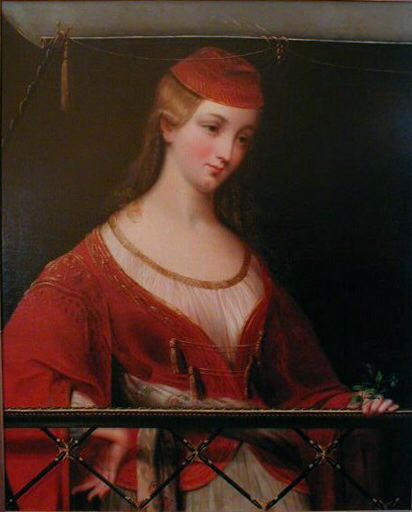
Jeune femme grecque, Saint-Omer, musée de l'hôtel Sandelin
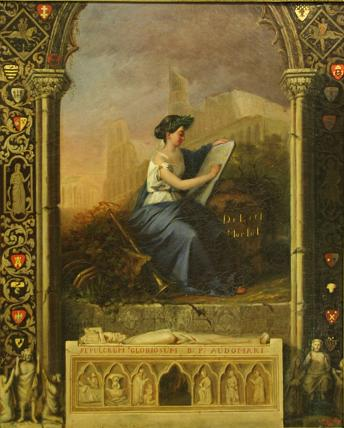
Allégorie de la Morinie, 1839
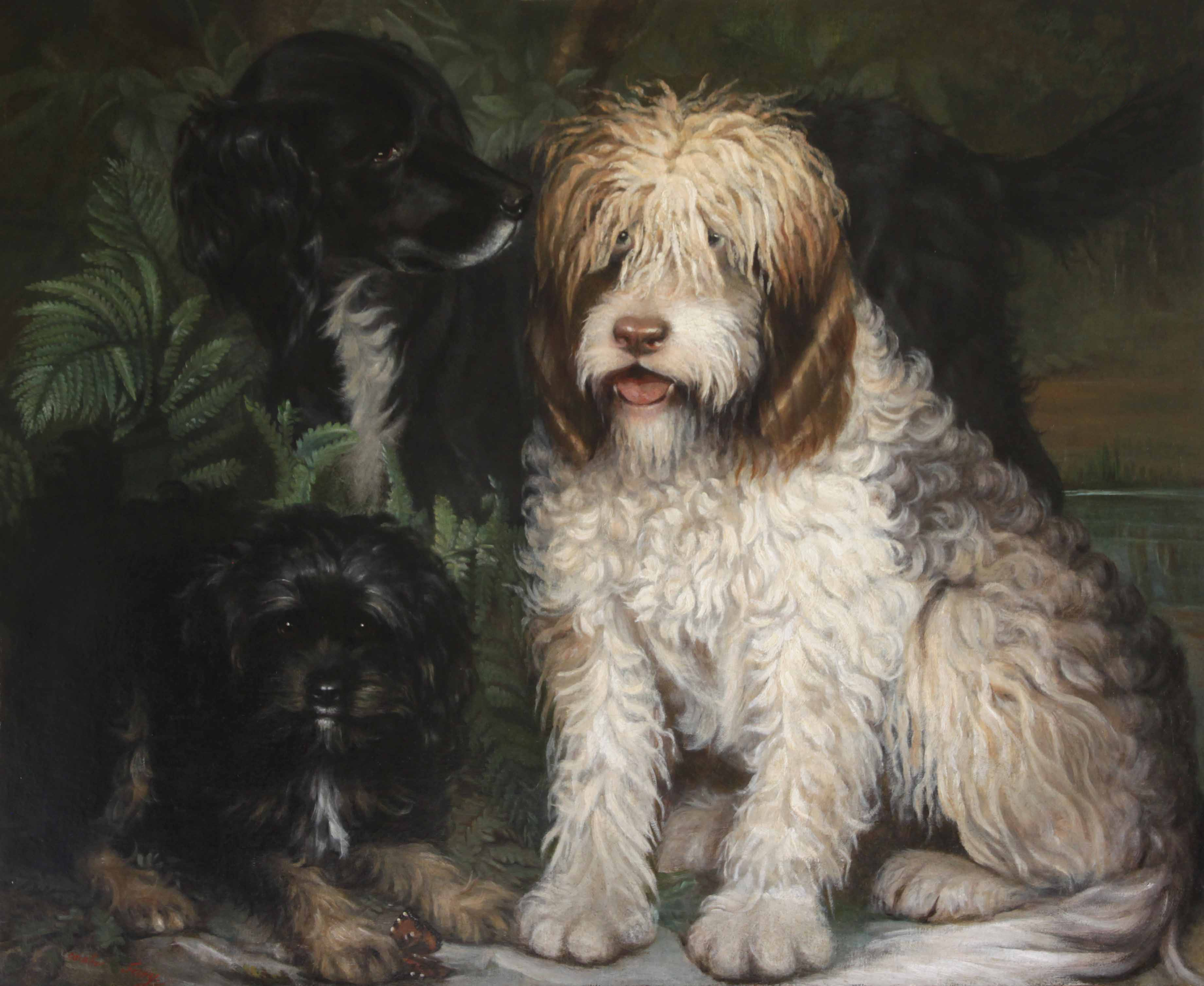
Trois chiens : chien de berger anglais, setter noir et terrier, vers 1862